# Otis Rush
Otis Rush (29. dubna 1935 – 29. září 2018) byl americký bluesový zpěvák a kytarista. Svůj první singl „I Can't Quit You Baby“ (autorem písně byl Willie Dixon) vydal v roce 1956 a stal se z něj hit. Později vydal řadu dalších singlů, ale první album nazvané Mourning in the Morning vydal až v roce 1969. Později vydal mnoho dalších alb. V roce 2004 utrpěl mrtvici, která mu zamezila v dalším vystupování. Roku 1984 byl uveden do Blues Hall of Fame. Různé jeho písně hráli například Eric Clapton, Steve Miller a Rory Gallagher. Zemřel roku 2018 ve věku 84 let.